# 真情人·You & Me
《真情人 You & Me》是歌手李玟的第十三张录音室专辑，亦是第九張國語專輯，由新力哥倫比亞（現“索尼音樂娛樂”）與索尼美國旗下廠牌Epic合力製作，於2000年8月27日发行。專輯在台灣2000年度專輯統計銷量為22萬張，排行第十二名，所有版本累計銷量為38萬張，成為台灣21世紀最暢銷專輯之一。

## 背景

### 新力A計劃
為了打造已成為國際級歌手李玟的最新華語大碟，新力音樂在以台灣為主導、全球新力音樂支援的方式下，進行了一項前所未有的「新力A計劃」。這個計劃的主要內容為李玟的音樂搜尋，透過新力音樂全球分公司的版權及製作部門，在台灣的整合之下，為李玟尋找最適合他的音樂。
「新力A計劃」由台灣區Sony Epic主導，主要目標設定為華語流行音樂的愛好者，同時由Epic的總監陳耀川與李玟經過審慎的考慮與討論之後，確定了幾點方針──第一、這個計劃是以音樂作為主要工作重點，為了能讓創意得到最完整的發揮，所以並不設定Leader，而是以每個人都是Key Man的方式進行。但因為計劃本身必須按照工作流程與進度執行，所以陳耀川便當仁不讓的必須擔負起統籌的工作。第二、李玟這次的音樂搜尋必須有一個主要方向，才能讓全球目標統一，所以這個主要方向的設定便是這個計劃的一項重要關鍵。
在確定了幾項重要的方針和執行重點之後，這個「新力A計劃」便在全球一起動起來了。在過程當中，擔任整體統籌工作的陳耀川為這個計劃做了小小的工作紀錄，由他的紀錄當中可以看出李玟在全球的工作行程表，在與世界各地均要瓜分她的時間之下，李玟不但要同步進行這項「新力A計劃」，更要進行全球的英文專輯宣傳工作，在這期間還推出了她的首張新歌精選輯，工作量與負荷程度超乎一般人想像。
工作紀錄
- 2000年1月~3月，李玟在美國為英語單曲宣傳時，結識了梅茜·葛蕾製作團隊中的Darryl Swann及Rex Rideout。開始為全新國語專輯的製作展開互動，同時發表了《The Best of My Love》精選輯。
- 2000年3月，李玟回台舉辦英語專輯和華語精選輯雙慶功的同時，並再與Epic團隊溝通新專輯音樂，確定收錄數首歌曲的編曲，確定於4月中旬在L.A展開配唱。
- 2000年4月初，陳耀川於蜜月期間轉程L.A，與李玟討論新專輯選歌，再次確定《我的快樂不為誰》、《你問》等歌曲。
- 2000年4月中旬，李玟在L.A進行首次配唱，完成《You & Me》、《真情人》、《小心男人》等歌曲，並於過程中得到李玟的韓籍友人Jae全力訂做《誰的香水味》一曲。
- 2000年5月~6月，陸續間斷的在L.A進行配唱，並於6月底完成《You & Me》、《誰的香水味》的混音，期間在混音《自然反應》時巧遇L.A知名Rap團體Outlawz，該團主唱Napoleon相當折服於李玟的自然魅力，同時在Rap表演上提供諸多建議，並期盼能和李玟一齊巡迴演出。
- 2000年7月，專輯由王家棟、鍾國泰等首席混音師與陳耀川繼續完成後製混音工作。
- 2000年8月初，李玟返台拍攝MTV與專輯封面照片，至此這張國語專輯製作完成，也完成了「新力A計劃」第一階段。

## 專輯版本
- 平裝版
- 銷量全勝慶功版：送香水小樣，限量十萬張
- 影音雙冠超優版：送VCD

## 專輯曲目
| 平裝版   | 平裝版                             | 平裝版             | 平裝版                                     | 平裝版       | 平裝版            | 平裝版                                                                                            | 平裝版 |
| 曲序     | 曲目                               |                    | 作曲                                       | 编曲         | 製作人            | 备注                                                                                              | 时长   |
| -------- | ---------------------------------- | ------------------ | ------------------------------------------ | ------------ | ----------------- | ------------------------------------------------------------------------------------------------- | ------ |
| 1.       | 真情人 True Lover                  | 易家揚             | 増田武史                                   | 増田武史     | 陳耀川 李玟       | 首波主打 2000年終電影兒童歐美《Be My Valentine, Love Barney》中文主題曲                           | 4:04   |
| 2.       | 愛你愛到 Love You Until......      | 樓南蔚             | Jin Soo Chung                              | 杜自持       | 李玟 陳耀川       | 第二波主打 2000年終電影兒童歐美《Be My Valentine, Love Barney》中文插曲 原曲爲Sonya的《아이리스》 | 4:24   |
| 3.       | 誰的香水味 Another Woman's Perfume | 周耀輝             | Jae Chong                                  | Jae Chong    | Jae Chong         | 第三波主打                                                                                        | 3:30   |
| 4.       | 小心男人 Watch Out For Men         | 小村 王一隆        | 王一隆                                     | 杜自持       | 李玟 陳耀川       |                                                                                                   | 4:14   |
| 5.       | 撒野 Sweet Baby                    | 何啟弘 樓南蔚 李玟 | 黃慧文                                     | Rex Rideout  | 李玟 Rex Rideout  |                                                                                                   | 5:44   |
| 6.       | You & Me                           | 林夕               | Katie Holmes                               | 屠穎         | 陳耀川            | 第四波主打                                                                                        | 4:24   |
| 7.       | 我的快樂不為誰 Just Me             | 光中               | Nick Brophy Mishelle Bradford-Janes        | 江建民       | 陳耀川 李玟       | 第六波主打                                                                                        | 4:07   |
| 8.       | 自然反應 Natural Reaction          | 周耀輝             | Lindy Robbins Ruben Huizenga Jay Condiotti | Darryl Swann | 李玟 Darryl Swann |                                                                                                   | 4:35   |
| 9.       | 當愛成碎片 When Love's In Pieces   | 樓南蔚             | Sela Taylor Stanley                        | 鮑比達       | 鮑比達            | 第五主打                                                                                          | 5:15   |
| 10.      | 你問 You Asked..........           | 易家揚             | 黃慧文                                     | 屠穎         | 陳耀川 李玟       |                                                                                                   | 4:23   |
| 总时长： | 总时长：                           | 总时长：           | 总时长：                                   | 总时长：     | 总时长：          | 总时长：                                                                                          | 44:43  |

## 音樂錄影帶
| 歌曲名稱       | 導演   | 附註 |
| -------------- | ------ | ---- |
| 真情人         | 鄺盛   |      |
| 愛你愛到       | 馬宜中 |      |
| 誰的香水味     | 鄺盛   |      |
| You & Me       | 鄺盛   |      |
| 我的快樂不為誰 | 鄺盛   |      |
| 當愛成碎片     |        |      |